# Кутайцева, Екатерина Ивановна
Екатерина Ивановна Кута́йцева (1914—2011) — советский специалист в области создания и освоения высокопрочных алюминиевых сплавов.

## Биография
Родилась 18 (31 октября) 1914 года. Окончила МИЦМиЗ (1937), кандидат технических наук. С 1937 года работала во ВИАМ, где прошла путь до начальника научно-исследовательского отдела.
Умерла 13 сентября 2011 года. Похоронена на Ваганьковском кладбище.

## Научная деятельность
Соавтор разработанного в 1947 году самого распространенного высокопрочного сплава В95, который впервые был эффективно применен в самолётах ОКБ Туполева, а затем во всех типах гражданских и военных самолётов.
В соавторстве с другими учеными и специалистами авиационной металлургии создала серию сверхпрочных сплавов типа В96Ц, которые обеспечили создание важнейших изделий атомной энергетики и ракетной техники.
Автор многочисленных научных трудов и изобретений.

## Награды и премии
- Ленинская премия (1963)
- Сталинская премия третьей степени (1949) — за разработку и промышленное внедрение нового высокопрочного сплава
- два ордена «Знак Почёта».
- медали

## Публикации
- Кутайцева Екатерина Ивановна. viam.ru. Дата обращения: 28 октября 2012. Архивировано 18 декабря 2012 года.